# Czerwona pustynia
Czerwona pustynia (wł. Il deserto rosso) – włosko-francuski dramat filmowy z 1964 roku w reżyserii Michelangelo Antonioniego. Obraz zdobył główną nagrodę Złotego Lwa na 25. MFF w Wenecji.

## Obsada
- Monica Vitti jako Giuliana
- Richard Harris jako Corrado Zeller
- Carlo Chionetti jako Ugo
- Xenia Valderi jako Linda
- Rita Renoir jako Emilia
- Lili Rheims jako a żona operatora teleskopu
- Aldo Grotti jako Max
- Valerio Bartoleschi jako syn Giuliana
- Emanuela Paola Carboni jako dziewczyna

## Produkcja
Zdjęcia kręcono w dzielnicy przemysłowej w Rawennie oraz na plaży na sardyńskiej wyspie Budelli.